# Christine Estabrook
Christine Estabrook (East Aurora (Erie County (New York)), 13 september 1952) is een Amerikaanse actrice.

## Biografie
Estabrook is opgegroeid in een gezin van vijf kinderen bij een alleenstaande moeder. Zij heeft gestudeerd aan de Yale School of Drama in New Haven (Connecticut) (waar zij een klasgenote was van Meryl Streep), hierna verhuisde zij naar New York en ging zij studeren aan de Staatsuniversiteit van New York in Oswego (New York) waar zij in 1973 haar diploma haalde. In de jaren negentig verhuisde zij naar Los Angeles om zich te richten op het acteren. Vanaf 1998 is zij getrouwd en heeft twee kinderen. 

## Filmografie

### Films
Uitgezonderd korte films.
- 2016 Is That a Gun in Your Pocket? - als Shirley Parsons
- 2012 Cupid, Inc. - als Janice
- 2010 Backyard Wedding – als Joanne Blake
- 2008 Meet Market – als moeder
- 2006 Lovers, Liars and Lunatics – als Elaine Raye
- 2004 Spider-Man 2 – als mevr. Jameson
- 2004 Catch That Kid – als Sharon
- 2003 Grind – als Sarah Jensen
- 2002 Chance – als Desiree
- 1997 Murder Live! – als Dr. Christine Winter
- 1996 Special Report: Journey to Mars – als ??
- 1995 Kidnapped: In the Line of Duty – als ??
- 1995 The Usual Suspects – als dr. Plummer
- 1991 One Special Victory – als Ruthie
- 1990 Presumed Innocent – als Lydia MacDougall
- 1989 Second Sight – als Priscilla Pickett
- 1989 Sea of Love – als Gina Gallagher
- 1985 Almost You – als Maggie
- 1984 The Lost Honor of Kathryn Beck – als Janet Reiss
- 1982 The Wall – als Rutka
- 1982 MysteryDisc: Murder, Anyone? – als Helena Crane
- 1979 The Bell Jar – als editor

### Televisieseries
Uitgezonderd eenmalige gastrollen.
- 2020 Penny Dreadful: City of Angels - als Beverly Beck - 5 afl.
- 2018 - 2019 9-1-1 - als Gloria Wagner - 2 afl.
- 2016 - 2018 Crazy Ex-Girlfriend - als Patricia Davis - 2 afl.
- 2018 American Woman - als Peggy Vaughan - 3 afl.
- 2011 - 2016 American Horror Story – als Marcy – 9 afl.
- 2012 - 2014 Mad Men – als Gail Holloway – 8 afl.
- 2004 – 2012 Desperate Housewives – als Martha Huber – 12 afl.
- 2009 Little Monk – als Mevr. Berlin – 2 afl.
- 2009 Ghost Whisperer – als Evelyn James – 2 afl.
- 2002 – 2003 The Guardian – als tante Liz – 2 afl.
- 2000 – 2002 Nikki – als Marion – 11 afl.
- 1998 The Secret Diary of Desmond Pfeiffer – als Mary Todd Lincoln – 4 afl.
- 1995 – 1996 The Crew – als Lenora Zwick – 21 afl.
- 1985 Hometown – als Jane Parnell – 10 afl.

## Theaterwerk opBroadway
- 2006 – 2009 Spring Awakening – als de volwassen vrouw
- 1993 – 1994 The Sisters Rosensweig – als Pfeni Rosensweig
- 1985 – 1988 I'm Not Rappaport – als Clara
- 1978 The Inspector General – als Marya Antonavna
- 1977 The Cherry Orchard – als Dunvasha